# Ордолібералізм
Ордолібералі́зм — німецький варіант соціал-лібералізму, який акцентує увагу на потребі у державі для досягнення вільним ринком найкращих результатів, наближених до теоретичного потенціалу. Ордолібералізм став основою для створення після Другої світової війни німецької соціальної ринкової економіки (нім. Soziale Marktwirtschaft), наслідком якого стало німецьке «економічне диво» (нім. Wirtschaftswunder). Термін «Ordoliberalism» (нім. Ordoliberalismus) вигадав у 1950 р. Hero Moeller, він походить від назви академічного журналу ORDO.

## Відмінності у назвах
Ордоліберали відрізняють себе від класичних лібералів. Видатний Волтер Ойкен (нім. Walter Eucken]) разом із Францем Бьомом (нім. Franz Böhm), засновником ордолібералізму та фрайбурзької школи (Freiburg School), не визнавали неолібералізм.
Ордоліберали сповідують концепцію соціальної ринкової економіки, у який важливу роль відіграє держава з повагою до ринку, погляди на який багато у чому відрізняється від неоліберальних. Термін «неолібералізм» вжив 1938 р. на колоквіумі Волтера Ліппмана (фр. Colloque Walter Lippmann) Олександр Рюстов (нім. Alexander Rüstow), який сьогодні розглядається як представник ордолібералізму.